# Asia de Est

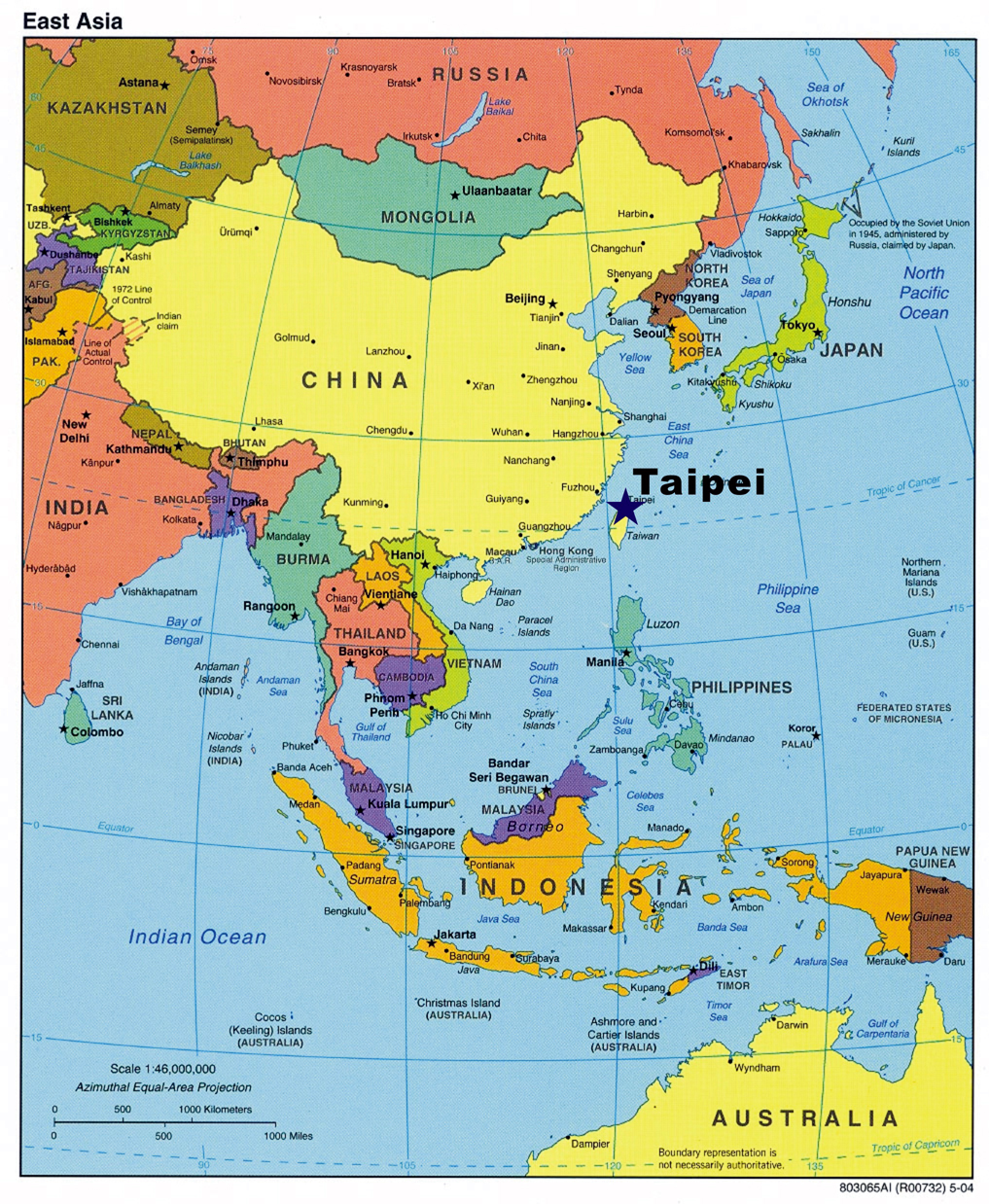

Asia de Est este o regiune geografică a cărei delimitare este controversată. Varianta teritoriului mai mic consideră Asia de est numai regiunea care se află sub influența  musonului. Această variantă consideră deci teritoriul de azi al Chinei, Mongolia Centrală și Tibetul împreună cu Hong Kong, Macao, Taiwan, Coreea de Nord, Coreea de Sud și Japonia.
Unul din susținătorii variantei mai mari era geograful german Carl Ritter. Varianta mai mare consideră în plus ca teritorii aparținătoare, toată Mongolia și coasta rusă de la Oceanul Pacific până la Amur, Vietnamul ca și Asia de Sud Est.
Asia de Est mai este numită regiunea de dominație rusă,  între anii 1903 și 1905 s-a format Comadamentul Amur și al Manciuriei Dalni Wostok și Kwantung.

## Țări în Asia Orientală
- Republica Populară Chineză
- Coreea de Nord
- Coreea de Sud
- Mongolia
- Japonia
- Taiwan